# Andreas Jerin

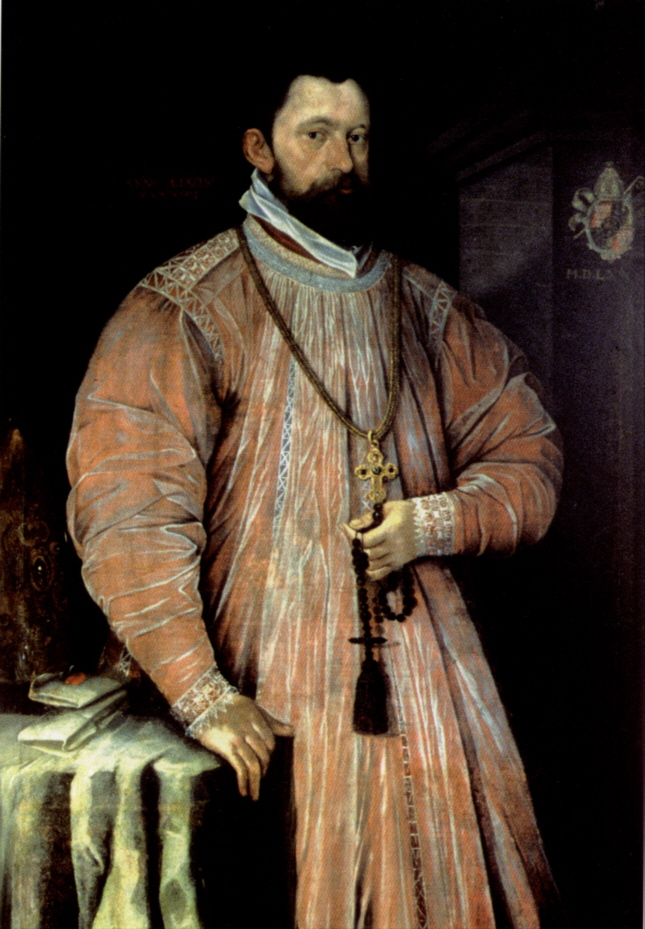
Andreas von Jerin, 1587 r.

Andreas Jerin (ur. 1540 r. w Riedlingen, zm. 5 listopada 1596 r. w Nysie) – biskup wrocławski w latach 1585–1596, starosta generalny Śląska.
Andreas Jerin pochodził z rodziny mieszczańskiej. Studiował w Dillingen an der Donau, zostając tam magistrem w 1563 r., Lowaniu i Collegium Germanicum w Rzymie, gdzie w 1568 r. przyjął święcenia kapłańskie. Później był kapelanem gwardii szwajcarskiej, a w 1570 r. uzyskał doktorat z teologii w Bolonii. Po powrocie do Szwabii został proboszczem w Dillingen. W 1570 r. na podstawie prowizji papieskiej wszedł do wrocławskiej kapituły katedralnej, a pięć lat później otrzymał kanonię w Nysie. W latach 1574–1575 był rektorem wrocławskiego seminarium duchownego. W 1578 r. został prepozytem kapituły katedralnej i w tymże roku nobilitowano. 1 lipca 1585 r. kapituła wybrała go na biskupa. Konsekracja odbyła się 3 lutego 1586 r. Andreas Jerin dbał o rozwój życia religijnego w diecezji, przywrócił też dyscyplinę i sprawną organizację diecezji, zaniedbaną wcześniej w wyniku ekspansji protestantyzmu na Śląsku. Wielką wagę przywiązywał do rozwoju seminarium duchownego. Był także mecenasem sztuki, m.in. ufundował ołtarz główny katedry wrocławskiej. Największą inwestycją była przebudowa zamku w Otmuchowie.

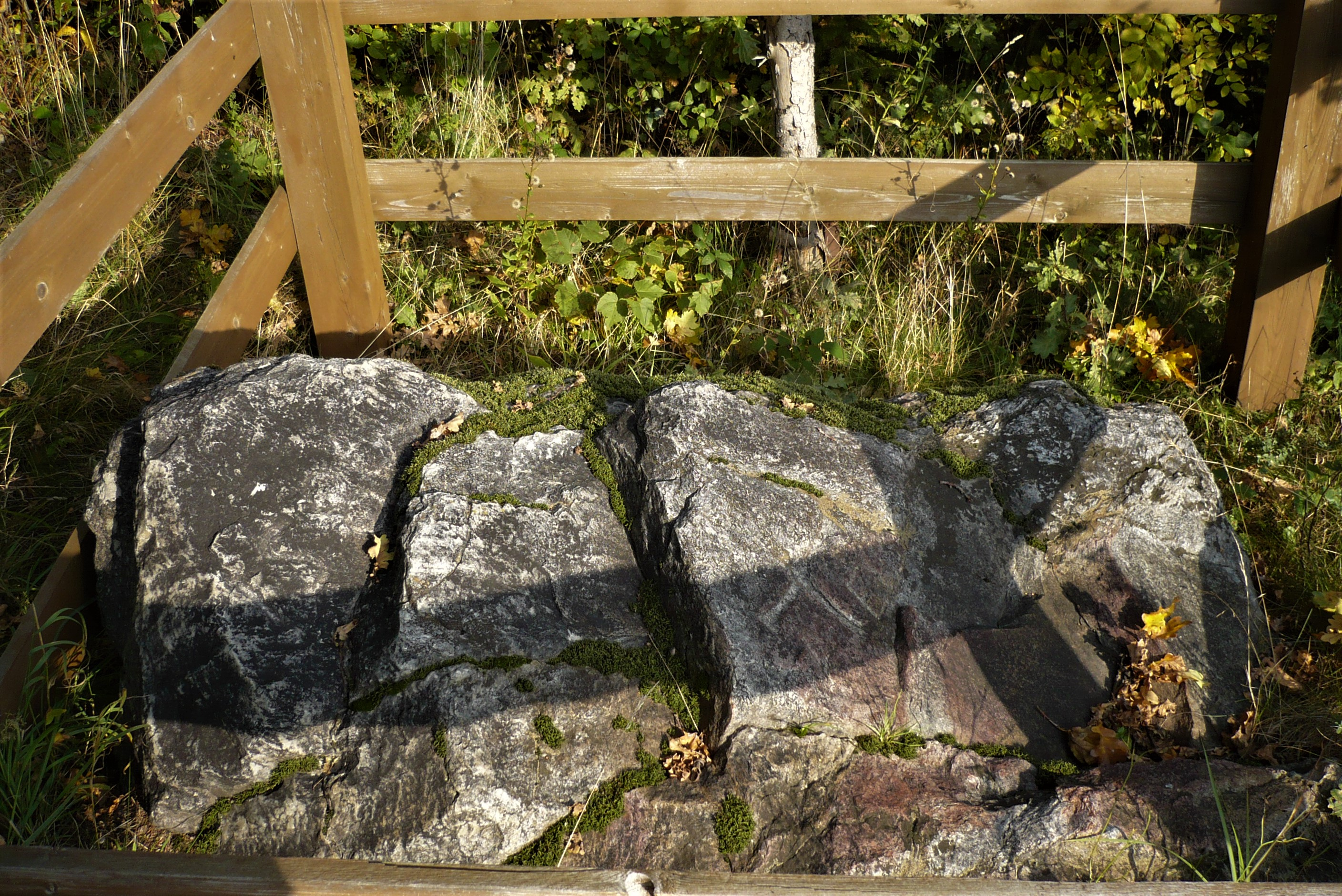
Kamień w Podlesiu (1586) i monogram Jerina
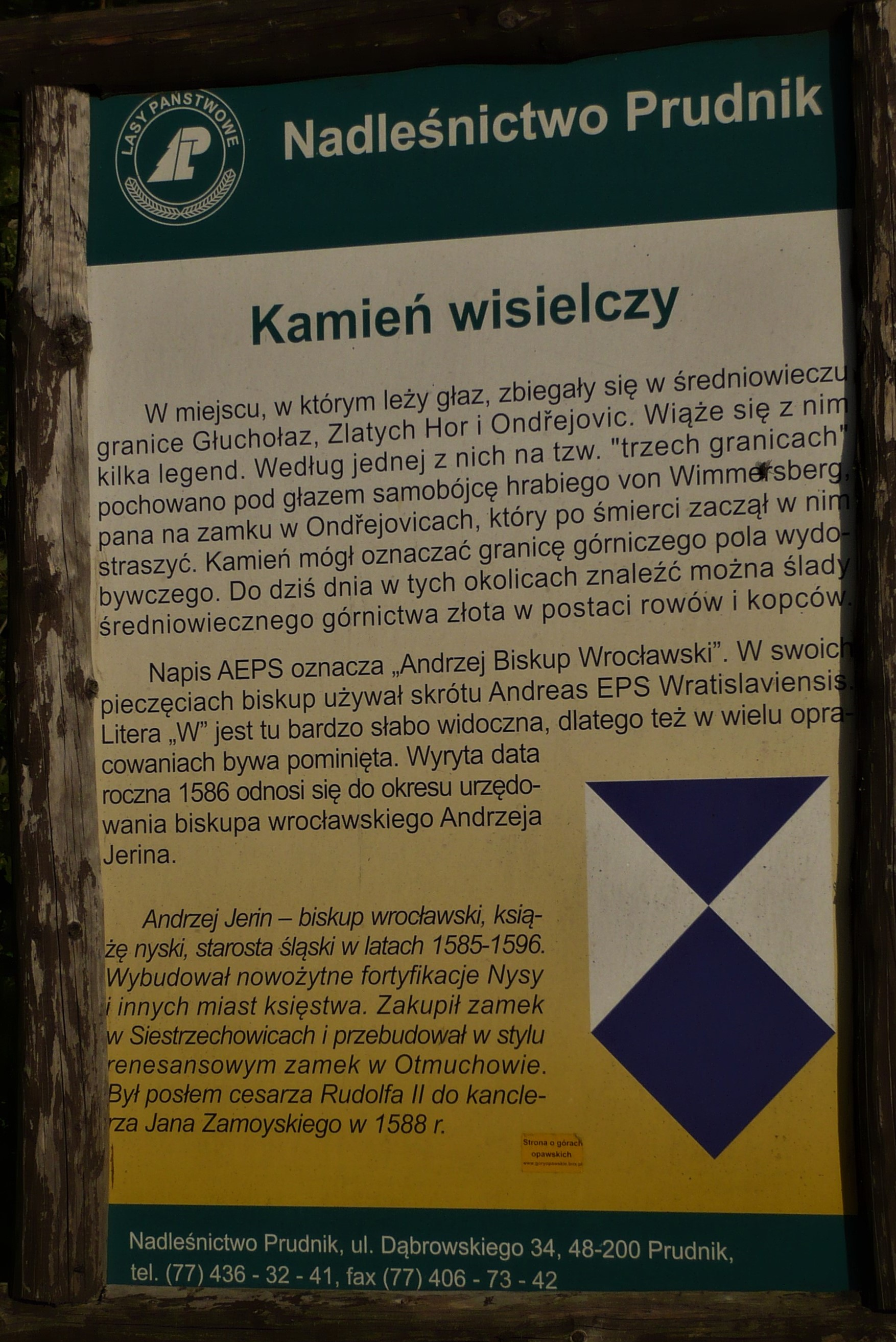
Tablica nt. kamienia
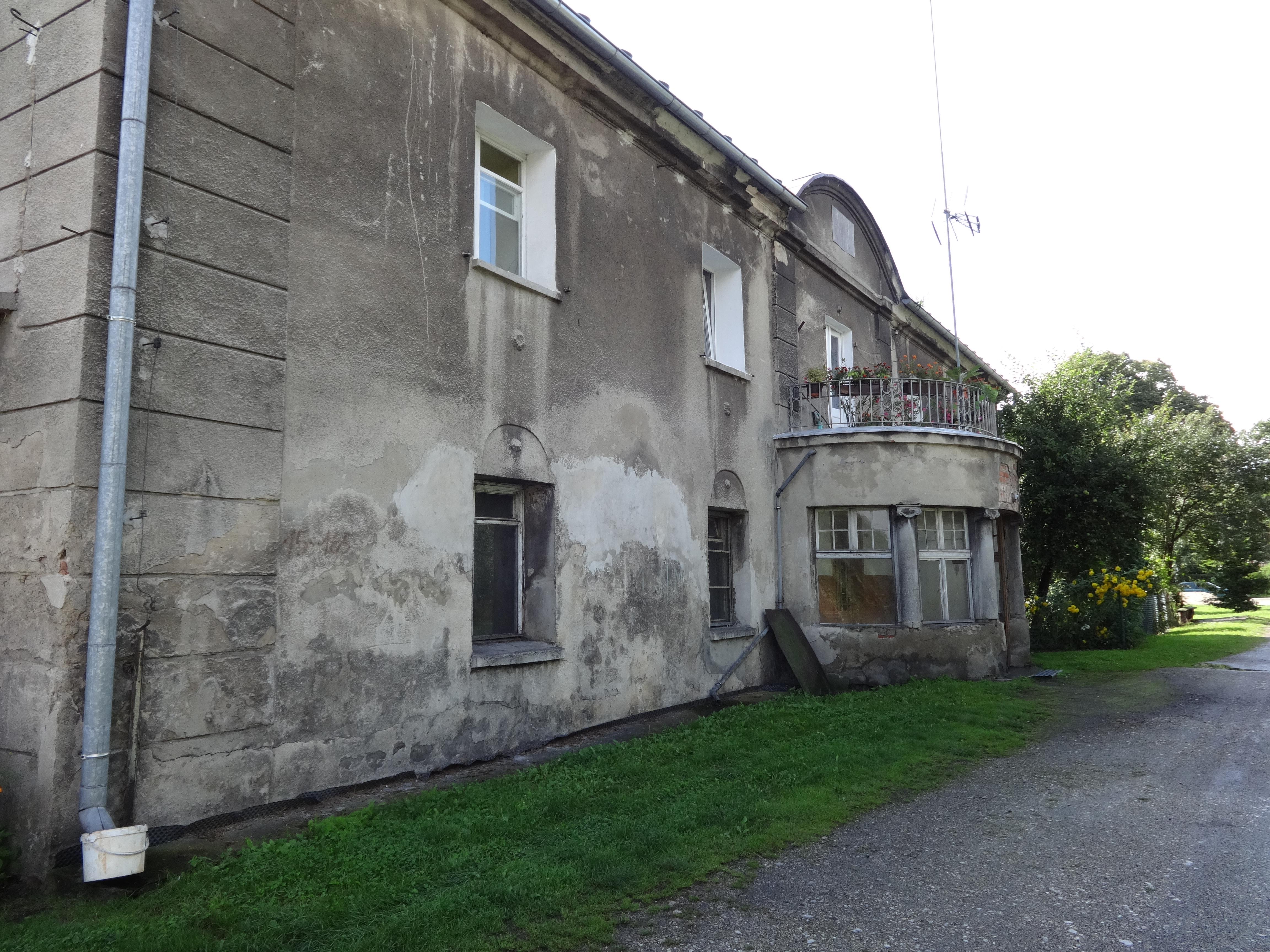
Dwór w Maciejowicach
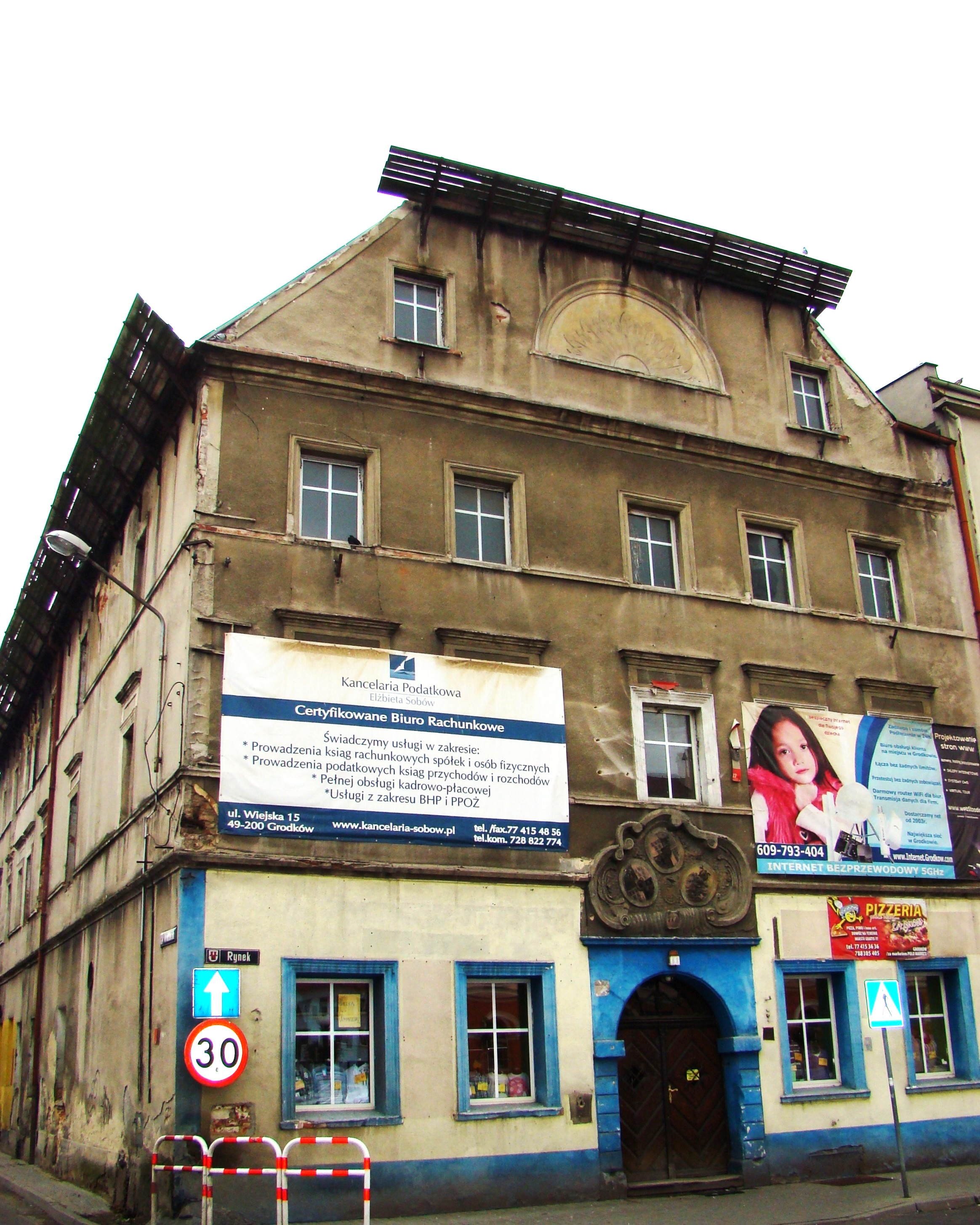
Kamienica w Grodkowie

Rozbudował także mury miejskie Nysy i Wiązowa. Dla swojego siostrzeńca zakupił majątek Siestrzechowice, gdzie wzniósł okazały dwór (obecnie ruina) ozdobiony zachowanymi polichromiami. Drugi pałac dla członków rodziny zbudował w Ujeźdźcu koło Paczkowa. Biskup Jerin został pochowany w katedrze wrocławskiej.